# 阿斯塔霍夫冰川
70°45′S 163°21′E / 70.750°S 163.350°E
阿斯塔霍夫冰川是南極洲的冰川，位於維多利亞地的彭內爾海岸，屬於鮑爾斯山脈中探險者山脈的一部分，最終在普拉蒂珀斯嶺注入奧布灣。